# Josef Dolista
Josef Dolista (* 20. března 1954 Praha) je český katolický kněz, teolog a filosof. Studoval také v Německu a v Itálii, kde obdržel titul doktor teologie. Je člen salesiánské kongregace. Jako teolog spolupracuje s Univerzitou Adama Mickiewicze v Poznani a zde také pravidelně přednášel do roku 2013. Jako filosof spolupracuje s Husitskou teologickou fakultou Karlovy univerzity a Filozofickou fakultou Trnavské univerzity v Trnavě a od r. 2020 v Košicích. Na VI. sněmu MDH v zasedací síni na Senovážném nám. 23 v Praze 1, konaném v pátek 10.9.2021 byl zvolen předsedou Masarykova demokratického hnutí.

## Život
V letech 1999–2002 vykonával funkci děkana Teologické fakulty Jihočeské univerzity. V jeho funkčním období byl akreditován doktorský studijní obor „teologie“ a „teologická antropologie“ a v  letech 2002–2010 učil etiku na Zdravotně sociální fakultě a přičinil se o vznik oboru „bioetika“, několik let byl také vedoucí edičního oddělení. Od roku 2004 do roku 2008 byl souběžně rektorem Vysoké školy evropských a regionálních studií a předsedou redakční rady časopisu Auspicia. Byl zakladatelem tohoto časopisu a je také autorem jeho názvu. V letech 2009 a 2010 působil jako vedoucí pobočky Vysoké školy zdravotně sociální sv. Alžběty – Bratislava. A dále v letech 2010 až 2013 byl vedoucím katedry filozofie a sociologie na Vysoké škole CEVRO.
Od roku 2012 je vyučujícím na katedře filozofie na Filozofické fakultě ZČU v Plzni (vyučoval předmět duchovní dějiny Evropy) a v současnosti přednáší na 1. lékařské fakultě v Praze. Založil v roce 2009 Nadaci Evropského vzdělávací centra na podporu studentů vysokých škol. Profesně se věnuje systematické filosofii a teologii, bioetice a tématům politicko-náboženským. Založil předmět „bioetika“ na Zdravotně sociální fakultě Jihočeské univerzity.
Od roku 2014 vykonává funkci profesora v Ústavě humanitních studií v lékařství na 1. lékařské fakultě UK v Praze.
V letech 1987–1989 byl šéfredaktorem samizdatového salesiánského časopisu pro mládež Čtení do krosny, předchůdce časopisu Anno Domini. V rámci této činnosti se stavěl proti prezentování církevní názorové plurality a diskuse a držel linii jednoznačného představování oficiální církevní nauky k povzbuzení a poučení mládeže. V posledních 5 letech je členem mnoha redakčních rad. Např. Evangelická fakulta UK Praha, časopis „Teologická reflexe“, v redakční radě časopisu ČAS – vydává Masarykovo demokratické hnutí, v redakční radě časopisu Homiletisch – Liturgisches Korrespondentzblatt – Neue Folge, v redakční radě Humanum, mezinárodní studia společenských věd, Varšava, v redakční radě Historická sociologie, Praha, v redakční a vědecké radě European Journal of Transformation Studies, Tbilisi, Gruzie.
Je dlouhodobě řádným členem Vědecké rady Univerzity Karlovy.
Od roku 2010 je zvoleným členem předsednictva Masarykova demokratického hnutí (6. března 2010). Vede přednášky na podvečerech MDH. Na VI. celorepublikovém sněmu MDH byl zvolen jeho předsedou (10. září 2021). Jako nový předseda MDH píše do časopisu ČAS. pravidelné úvodníky i další příspěvky.
Krajským soudem v Českých Budějovicích byl jmenován znalcem v oborech znalecké činnosti sociální vědy, školství a kultura, specializace religionistika, dále v oboru politologie, specializace náboženský extremismus, rasismus a fundamentalismus. Kromě monografií vydal velké množství dílčích odborných a vědeckých článků. V roce 2015 odměněn medailí Husitské teologické fakulty UK v Praze za rozvoj fakulty a medailí Masarykova demokratického hnutí za publikační činnost. Dne 14. prosince 2015 byl jmenován rektorem Univerzity Karlovy prof. MUDr. Tomášem Zimou, DrSc. do Vědecké rady Univerzity Karlovy v Praze s účinností od 1. ledna 2016. S účinností od 30. září 2016 jmenován předsedou Grantové agentury Univerzity Karlovy zpravodajem oborové rady Karlovy Univerzity. Dne 22. prosince 2016 ocenění děkanem 1. lékařské fakulty UK  prof. MUDr. Alexi Šedem, DrSc. za hodnocení studenty za jednoho z nejlepších pedagogů fakulty v akademickém roce 2015/2016.
Pověřen členem oborové rady doktorského studijního programu v oboru bioetiky na 1. lékařské fakultě UK na návrh děkana 1. lékařské fakulty Univerzity Karlovy dne 10. května 2017.
V roce 2018 jmenován členem Bioetické komise Rady vlády České republiky pro vědu a výzkum.
Dne 12. srpna 2019 obdržel Osvědčení Ministerstva obrany České republiky, že byl účastníkem odboje a odporu proti komunismu.
Od roku 2020 je spolugarant habilitačního a profesorského řízení na 1. lékařské fakultě UK v oboru bioetika.
Dne 10.2.2022 jmenování členem oborové komise ve studijním oboru doktorského studia na Filozofickej fakulte Univerzity Pavla Jozefa Šafárika v Košiciach na základě usnesení Vědecké rady Filozofické fakulty Univerzity Pavla Jozefa Šafárika v Košicích ze dne 21.5.2021.
Mezi jeho žáky patří mimo jiné také právník, religionista, filosof a spisovatel Jan Lípa.

## Publikace
- O podstatě kněžské služby
- Povídání o manželství (s Dřímalem a Polívkou)
- Perspektivy církve
- Misijní úsilí v církvi
- Věřím v Ducha svatého
- Perspektivy naděje
- Profesní etika
- Filozofická antropologie (s J. Feberem)
- Studia bioetika (editor s M. Sapíkem)
- Studia bioetika II.  (editor s M. Sapíkem)
- Studia bioetika III.  (editor s M. Sapíkem)
- Josef Dolista, Patrik Maturkanič a kol., Strach nemá v lásce místo, Praha, Evropské vzdělávací centrum s.r.o. 2013. ISBN 978-80-87386-15-6.
- Josef Dolista, Úvod do bioetického myšlení, Plzeň, ZČU 2012.
- DOLISTA, Josef; MACHULA, Tomáš. Křesťanská víra a racionalita. České Budějovice: Jihočeská univerzita, 2004. 136 s. ISBN 80-7040-728-X.
  - Recenze
    1. KOLÁŘ, Ondřej. Josef Dolista: Křesťanská víra a racionalita. Teologický přístup. Tomáš Machula: Křesťanská víra a racionalita. Filosofický přístup. Křesťanská Revue. 2006, čís. 1.
    2. HOGENOVÁ, Anna. Křesťanská víra a racionalita – Josef Dolista, Tomáš Machala. Auspicia. 2005, roč. 2, čís. 2, s. 84–85. Dostupné v archivu pořízeném dne 2016-03-14. Archivováno 14. 3. 2016 na Wayback Machine.
    3. KRUMPOLC, Eduard. Josef Dolista: Křesťanská víra a racionalita. Teologické texty. 2005, čís. 3. Dostupné online [cit. 2014-07-01].
    4. Jaromír Feber. RECENZE[nedostupný zdroj]

### Překlad
- do češtiny přeložil z němčiny Vyznání víry církve: 1. díl katolického katechizmu pro dospělé